# The Solution
The Solution är en soulgrupp som bildades som Soulmover av amerikanen Scott Morgan (från bland annat Sonic's Rendezvous Band) och svensken Nicke Andersson (från The Hellacopters). Debutalbumet Communicate! släpptes 2004 på Wild Kingdom Records. LP:en Will Not Be Televised släpptes 2008 på Wild Kingdom Records.  
Nicke Andersson och Scott Morgan hade även ett annat rockprojekt vid namn The Hydromatics.

## Medlemmar
- Scott Morgan – sång, gitarr, munspel
- Nicke Andersson ("Nick Royale") – trummor, percussion, gitarr, bakgrundssång
- Henke "The Duke of Honk" Wilden – piano, orgel
- Jim Heneghan – basgitarr
- Mattias Hellberg – rytmgitarr, sologitarr
- Linn Segolson – bakgrundssång
- Clarisse Muvemba – bakgrundssång
- Cecilia Gärding – bakgrundssång
- Jennifer Strömberg – bakgrundssång
- Linnea Sporre – bakgrundssång
- Gustav Bendt – saxofon
- Emil Strandberg – trumpet

## Diskografi

### Album
- 2004 – Communicate! (LP/CD)
- 2007 – Will Not Be Televised (CD)
- 2008 – Will Not Be Televised (LP)

### Singlar
- 2004 – "I Have To Quit You" / "I'll Be Around" (7" vinyl-singel)
- 2004 – "My Mojo Ain't Workin' No More" / "My Mojo Ain't Workin' No More" (live) (7" vinyl-singel)